# のりゆきのトークDE北海道
『のりゆきのトークDE北海道』（のりゆきのトークデほっかいどう）は、1994年10月3日から2012年3月30日まで北海道文化放送（UHB）で生放送されていた視聴者参加型の情報番組。

## 概要
家庭内や社会の問題から旅・グルメ情報まで幅広いテーマを取り上げ、それについて出演者と視聴者が生電話を通じて本音で語り合うというのが本番組のコンセプトである。放送開始以来主婦層をメインに支持を集め、17年半という長きに渡って放送されたUHBの看板番組であり、北海道を代表する長寿番組であった。
北海道の民放ローカル情報番組では珍しく祝日制度を設けており、祝日および年末年始（12月28日 - 1月3日）前後の各2日程度は10:50 - 11:20のドラマ再放送枠とともに番組自体放送休止し、テレビショッピングやフジテレビ・FNSローカル局の単発特番の時差放送、自社製作の単発特番、過去に放送されたバラエティー番組の再放送枠などに充てられる。また、全時間帯テレビショッピングメインの『デパ得!拡大版』（放送時間は9:55 - 10:50）として放送されることもある。2009年までは祝日でも稀に放送されることがあったが、2010年に入ってからは祝日にあたる日は必ず休止するようになった。後継番組『さあ!トークだよ』でもこの祝日制度を引き継いでおり、単発特番放送時は「ホリデースペシャル」のタイトルがつけられている。

## 沿革
UHBでは平日帯のローカル情報番組として1989年10月から『TVポテトジャーナル（ポテト）』を夕方帯で放送開始させ、徐々に定着させていき視聴率が夕方帯にしては高めの10%を超えることもあったが、1994年9月30日放送分をもって終了した。後継のローカル帯番組の司会に、当時HBCを退社したばかりの佐藤のりゆきを起用し、佐藤がHBC時代に人気ラジオパーソナリティだった経験を活かした「トーク」を中心として、視聴者とも生電話で通じ合うラジオ的な親しみやすい情報番組を目指した。また、時間枠も視聴率激戦区の夕方帯から、まだ各局手つかずだった午前帯に移動した。
1994年10月3日放送開始。番組は佐藤の人気とパーソナリティ性も手伝って主婦層を中心に好評を博す。1996年3月には放送時間枠を1時間半に拡大。長年好視聴率を取り続けてきた本番組だが、2008年頃からUHB局内で番組視聴者層の高齢化に伴うスポンサー離れが問題視され始め、このままでは局の営業成績に影響が出るとして、「番組を終了させて、視聴者層が若い人が多い夕方帯に新情報番組を立ち上げ多くのスポンサーを集めよう」という構想が浮かび始め、さらに司会を務める佐藤サイドからも「一区切りをつけたい」と申し入れられていた。UHB側の構想の大部分は、2011年4月4日に夕方帯で始まった『U型テレビ』により現実のものとなったが、本番組はある程度好視聴率が見込まれることから、佐藤側の申し入れは一旦取り下げられて時間を短縮しつつも継続されることになった。しかし、UHB側も佐藤サイドの申し入れを考慮し、マンネリ化の懸念もあったため、2012年3月30日で番組を終了させた。その後、本番組のコンセプトをそのまま引き継いだ『さあ!トークだよ』が2012年4月2日に放送時間を短縮して開始した。さあ!トークだよ終了後はU型ライブEXPRESSに自社制作枠が引き継がれたが半年で終了した。
2021年5月7日より金曜15時15分に『のりゆきのトークDEお悩み解決！』として9年ぶりに事実上の復活。内容はトークDE北海道同様、電話相談でシニア層の悩みに専門家と応える。

## 放送時間
| 期間                            | 放送時間     | 放送分数  |
| ------------------------------- | ------------ | --------- |
| 1994.10.3 - 1996.3.1            | 9:55 - 10:55 | 1時間     |
| 1996.3.4 - 2011.3.25、2012.3.30 | 9:55 - 11:20 | 1時間25分 |
| 2011.3.28 - 2012.3.29           | 9:55 - 10:50 | 55分      |

- 開始当初は夕方帯の1時間枠で放送していた『ポテト』の後継番組としての扱いだったので、同様に約1時間枠での放送だったが、1996年3月にHTBが同一時間帯で『ひるパラくらぶ 思うツボ!』を開始したため、対策として25分枠を拡大した。
- 2006年下半期頃から公式な開始時刻は9:55のままで、『情報プレゼンター とくダネ!』の直後にSB枠なしで生放送を開始するようになった為、実質的に9:54開始となったが、9:55丁度に天気カメラの映像をバックにタイトルCGが流れることもある。
- 2011年3月28日からは翌週から放送開始した夕方ワイド番組『U型テレビ』との予算・スタッフの兼ね合いから番組の規模を縮小・リニューアルしたため、放送時間が開始当初と同じ時間に戻ったが、9:54開始は変わらず。2012年3月30日の最終回は「ありがとう18年スペシャル」として1996年3月 - 2011年3月の期間と同じ時間で放送時間枠を拡大することになった。

## 出演者
- 司会
  - 佐藤のりゆき（フリーアナウンサー）[2][3]
  - 榊菜美（UHBアナウンサー、後継番組の『さあ!トークだよ』でも司会を担当）
- リポーター
  - 加藤寛（UHBアナウンサー、後継番組の『さあ!トークだよ』でも司会を担当）
- ゲストコメンテーター - ※は佐藤休暇時に司会代理を務めた経験があるコメンテーター
  - 小沢遼子（評論家）
  - おすぎ（タレント、映画評論家）
  - ピーコ（タレント、ファッション評論家）※
  - ダンカン（お笑いタレント）※
  - いがらしゆみこ（漫画家）
  - 東直己（作家）
  - 蜂谷涼（作家）
  - ジャンボ秀克（ローカルタレント）※
  - 三國清三（洋食料理家）
  - 野宮範子（フリーアナウンサー）
  - 尾木直樹（教育評論家） ほか
いずれも不定期。電話出演の場合もあり。
その他、当日のテーマに沿った専門家（弁護士など）が出演することもある。
- ニュースキャスター（いずれもUHBアナウンサー）
  - 山田英寿（月曜日 - 水曜日）
  - 吉田雅英（木曜日 - 金曜日）
『早おき!てれび めざまし北海道』司会と兼任
- コーナー担当
  - デパ得!・いいもの直行便
    - 福地あや

  - 青ちゃんの解決きっちん（金曜日のみ）
    - 青山則靖（料理研究家）

  - サッポロファクトリーDEつかみドル（金曜日のみ）
    - 八木隆太郎（UHBアナウンサー）

## 過去の出演者
- 女性司会者（いずれもUHBアナウンサー（当時含む））
  - 伊藤美菜子[2][3]
  - 高田英子
  - 成田敦子
  - 水野悠希
- 男性司会者（いずれもUHBアナウンサー（当時含む））
  - 土屋惠史[2][3]
  - 宇野章午（定期的に放送する川柳大会で、視聴者から送られてきた川柳の読み手として出演する）
開始当初から司会は3人体制だったが、2003年3月末の宇野の降板を以て男性司会者のポジションが廃止。
以降は佐藤とUHB女子アナウンサー2人体制で司会を務めることとなった。
- リポーター
  - 安達祐子
  - 石井雅子
  - トミー
  - 箕輪直人
  - 山口始歩
  - 相川聡
  - 徳永エリ（参議院議員選挙出馬のため2010年5月頃降板）
- ニュースキャスター（いずれもUHB報道制作局キャスター（当時含む））
  - 山口英里子
  - 松本裕子
  - 丸岡いずみ[4]
主にUHB夕方のワイドニュースの女性キャスターが担当。稀に男性キャスターも担当した。
- コーナー担当
  - お天気ですか?（特記の無いものは当時UHBアナウンサー）
    - 竹中美彩
    - 中村優子
    - 藤島昌子
    - 山田麗奈
    - 縣梨花（気象予報士）
    - 浦野浩（UHB経理部、気象予報士）

  - デパ得!・いいもの直行便
    - 松本かおり
    - 真砂徳子

  - 奥さまチェケラッチョ
    - 新崎真倫

  - 熱闘スタジアム入ってナンボ!（いずれもUHBアナウンサー（当時含む））
    - 千葉朱里
    - 鈴木亜希子（「お天気ですか?」・「パセオでつかみドル（後のサッポロファクトリーDEつかみドル）」も担当していた）
    - 廣岡俊光

  - 炎のPK対決OH!OH!
    - 平川弘（サッカー解説者）

  - 悩めるオンナの法律相談
    - 菅谷公彦（弁護士）

## タイムテーブル
2011年8月現在。日によって変動あり。
- 月曜日 - 木曜日
  - 9:54 『情報プレゼンター とくダネ!』からステブレレスで接続。オープニングトーク、特集紹介
  - 9:55 タイトルCG送出、ゲストと今日のラインナップ紹介、メッセージテーマ発表
  - 10:00 今日の特集
  - 10:25 Nami-Navi!
  - 10:30 デパ得!（月・火曜日）・いいもの直行便（水・木曜日）
  - 10:35 北海道内の最新ニュース
  - 10:38 今日の『U型テレビ』予告
  - 10:40 生電話、メッセージ紹介、ミニコーナー
  - 10:45 エンディング、明日の予告
  - 10:48 番組終了
- 金曜日
  - 9:54 『とくダネ!』からステブレレスで接続。オープニングトーク、「青ちゃんの解決きっちん」テーマ紹介
  - 9:55 タイトルCG送出、ゲストと今日のラインナップ紹介、メッセージテーマ発表
  - 10:00 青ちゃんの解決きっちん
  - 10:20 Nami-Navi!
  - 10:25 いいもの直行便
  - 10:30 サッポロファクトリーDEつかみドル
  - 10:40 北海道内の最新ニュース
  - 10:42 今日の『U型テレビ』予告
  - 10:43 生電話、メッセージ紹介、ミニコーナー
  - 10:46 エンディング、来週月曜の予告
  - 10:48 番組終了

## 主なコーナー
- 月曜日 - 金曜日
  - 北海道内の最新ニュース
UHBニューススタジオから1、2項目ほど最新ニュースを伝える。
  - Nami-Navi!
インフォマーシャル・PRコーナーである。担当は榊。
- 月・火曜日
  - デパ得!
    - 協力：さっぽろ東急百貨店

1996年3月の時間枠拡大で登場した、地元百貨店によるテレビショッピングコーナー。HBC（現在は『グッチーの 今日ドキッ!』内で放送）・STV（『2時ワイド』→『どさんこワイド』内で放送していたが、既に終了）の自社制作番組で放送されているものと同様である。過去には丸井今井、ロビンソン札幌、札幌三越も参加していたが、2007年末に丸井今井、2008年末にロビンソン、2010年3月に三越が撤退したため、最終的に週2回の放送となっている。前述のとおり、本番組が休止となる祝日に年数回、全時間帯テレビショッピングメインの『デパ得！拡大版』として放送されることもある（9:55 - 10:25）。
- 水曜日 - 金曜日
  - いいもの直行便
同局の関連会社であるUHB企画が運営しているテレビショッピングコーナーで、司会進行は福地あやと元ロビンソン百貨店社員でスーパーパーバイヤーこと池沢和憲。前述の三越の撤退により、週3日に放送枠が拡大した。後継番組の『さあ!トークだよ』でも引き続き放送している。このコーナーを編集して「北海道発!いいもの直行便」としてtvk、サンテレビでも放送されている。
- 金曜日
  - 青ちゃんの解決きっちん
料理研究家でキッチンサポーターの青山則靖が佐藤のりゆきとともに視聴者から寄せられた料理の疑問に答え､簡単レシピも紹介するコーナー。2011年春から放送時間が短縮された事に伴い、実質金曜日のメインコーナーとなっている。
  - サッポロファクトリーDEつかみドル
札幌中心部にある商業施設サッポロファクトリーのアトリウムで行われるゲームコーナー。抽選で選ばれた素人女性3人が大きなアクリル製の球に入ったドル札をつかみ取り、制限時間いっぱいになったところで球から出し、かごに入れる。その際、つかんでいてもかごに入れる前に床に落ちたドル札は無効となる。つかんだドル札は「数え隊」という男性3人組が数える。一番金額が多かった人がつかんだドルを円に換算した賞金を獲得し、残り2人もその日PRをしたサッポロファクトリーのお店から提供された賞品をもらえる。球に入っているドル札はほとんどが1ドル札であるが、少ないながら5ドル札・10ドル札も入っているため実際に数えてみないと勝負はわからない。なお、「数え隊」のメンバーは全員北海道大学の学生（主に浪人生）である。かつては札幌駅のショッピングモール「パセオ」の「水の広場」で行われていたが、2009年11月から移動した。
放送最終回では数え隊3人のサングラスが外されたが、さらにマジックペンで目元にサングラスが描かれており、結局素顔は判らないというオチが付いた。

## 過去のコーナー
- 月曜日 - 金曜日
  - お天気ですか?
天気予報コーナー。UHB本社前から最新の予報と天気に関する小ネタを紹介していた。
  - 今日のア・タ・シ
「デパ得!」前に放送していた心理テストコーナー。答えを3つの中から選ぶ形式。「デパ得!」終了時に回答が発表される。
  - 芸能寛刊
加藤寛が当日の各スポーツ紙から注目記事を紹介するコーナー。
  - 朝刊寛太郎・朝刊隆太郎
加藤寛・八木隆太郎のいずれかが、当日の各新聞の朝刊から注目記事を紹介するコーナー。
  - コレおすすめ!
  - 奥様チェケラッチョ
上記2つはインフォマーシャル・PRコーナー。
- 月曜日
  - 熱闘スタジアム入ってナンボ!
北海道日本ハムファイターズが北海道へ移転する前年から行われていたゲームコーナー。女性3人一チームで参加し、佐藤のりゆき率いるレポーターまたはゲストによる「のりゆきチーム」と対戦する。キャッチャーを模した的にボールを投げ入れ、相手はそれを邪魔する。これを3イニング繰り返し、一般参加チームが勝つと的に入ったボール一つにつき2千円、引き分けの時は半額の賞金がもらえる。
  - 炎のPK対決OH!OH!
4人一組で応募、平川含め5人の平川弘率いる視聴者参加チームが佐藤率いるレギュラーチームとサッカーのPKで対戦する。視聴者参加チームはコンサドーレ札幌、レギュラーチームはサッカー日本代表のレプリカユニフォームを着用していた。
- 火曜日
  - 悩めるオンナの法律相談
弁護士・菅谷公彦が視聴者からの法律相談に答え､解決するコーナー。
  - ママ☆スタ調査隊
毎週発表するテーマに関した意見をえき☆スタに設置した応募箱と携帯サイトで募集し、それを元にママ達の標準（スタンダード）を調査していくコーナー。『えき☆スタ』から放送していた。
  - エア奥様Q
一般参加者の奥様がテーマに沿った物などをジェスチャーで出演者に伝える。1問正解ごとに賞金2千円で、5問パーフェクトなら1万円がもらえる。2008年3月まではジェスチャーは『えき☆スタ』で行われていたが、同年4月からは出演者と同じスタジオ内で行うようになった。
- 水曜日
  - ごきげんシェフとのりのりチューボー
一流レストランなどのシェフ・料理人が視聴者からのリクエストに沿った料理を作る。月に1回は「浜の旬」と題して旬の魚介類を使った料理を披露していた。不定期に三國清三シェフが登場することもあった。
  - ノってけ!晩ゴハン
料理研究家の青山則靖が冷蔵庫にあるような食材にひと手間かけた晩ご飯を作る。
  - 何だか調子悪いんですけど
視聴者から寄せられた健康に関する悩みに医師が答えるコーナー。
- 木曜日
  - シリタイーノ・ミテキターノ
話題になっている新商品や普段よく目にしているロングセラー商品など数々の商品に隠された秘密を榊菜美が調査する。独自調査や実験も交えながら、気になる商品の裏側に隠された知恵や驚きの工夫に迫る。
  - トークDE漢方相談
薬日本堂の協力で送る漢方薬の情報コーナー。かつては金曜日の「パセオでつかみドル!」の後に短く放送していたが、木曜日の日替わりコーナーが空白になっていたため、2007年12月から木曜に移動した。
  - わがままきっぷDEナットク旅
JR北海道の協力で毎週佐藤のわがままをかなえるJRでの旅を提案するコーナー。
- 金曜日
  - トークDE夢競馬（中央競馬重賞開催前の金曜）
自分のかなえたい夢とそのために必要な金額を募り、抽選で当たった一名に直近の重賞レースの馬券を1万円分プレゼントする。競馬新聞の記者と司会者2人で5千円半々ずつ予想する。当たって何万円になろうが、外れてただの紙くずになろうが、「いくらになってもあなたのもの」がキャッチフレーズ。金曜が放送休止にあたる場合は木曜に前倒しされる。この場合、枠順が決まっていないため番組内で予想はせずレースの展望を述べるだけにとどまるが、枠順発表後に予想をした上で馬券は贈られる。
  - デパ得フライデー
かつて「デパ得!」は金曜は休止していたが、「トークDE漢方相談」が木曜に移動したためその穴埋めで開始。ロビンソン札幌の協力だったが、閉店に伴い2008年11月末で終了。

## その他
- 前述のとおりステーションブレイク枠無しで放送を開始するため、司会の佐藤のりゆきが「この後は私達です」と一言言ってから本編に入った。直前の『とくダネ!』の内容を受けてコメントする時もあった。
- 開始当初は日ごとのテーマに基づいて募集した、電話・ファクシミリの紹介や、視聴者との生電話を核とした構成であったが、放送時間拡大後はコーナー企画を盛り込んだものへとシフトされていった。しかし、2011年春に番組規模を縮小してからは再び開始当初の体裁に戻りつつある。スタジオ公開が行われていた時期もあった。
- 佐藤のりゆきは年に数回休暇のため番組を休むことがある。この時には加藤などが代理を務めていたが、まれにダンカン、栗山英樹、泉アキなどが司会代理を務めることがあった。
- スピリチュアルカウンセリングが全国的に有名になる前から江原啓之がたびたび出演し、番組内でカウンセリングを行ってきた。2008年11月に佐藤のりゆきが休暇を取った時は、3日連続で出演してカウンセリングを行った。
- 北海道日本ハムファイターズの選手にも認知されており、かつて金村曉が出演し、「熱闘スタジアム入ってナンボ!」に参加したこともある。また、ゲストとして坪井智哉などが出演した。「入ってナンボ!」にはファイターズのマスコットB・Bとカビーも参加経験がある。
- 過去、祝日にテレビ新広島制作の『どっこい神田の日めくりテレビ』（放送終了）と同時二元生放送を行ったことがあり、提供クレジットはテレビ新広島側から送出。
- 2009年3月20日（春分の日・祝日）には、“「のりゆき」の作り方 番組の裏側ぜんぶ見せます!”と題した本番組の裏側を紹介する特別版が放送された（放送時間は9:55 - 10:25）。
- 2009年10月9日には、番組開始15周年を記念して、通常枠と午後（同日14:05 - 15:55）の2部構成による、特別番組が放送された。また、2011年2月18日には、サッポロファクトリーより、放送4000回達成記念の公開生放送を実施した。